# Hernandia
Hernandia is een geslacht uit de familie Hernandiaceae. De soorten komen voor van Mexico tot in tropisch Zuid-Amerika, op de eilanden in de Golf van Guinea en in de westelijke Indische Oceaan en van (sub)tropisch Azië tot in het Pacifisch gebied.

## Soorten
- Hernandia albiflora (C.T.White) Kubitzki
- Hernandia beninensis Welw. ex Henriq.
- Hernandia bivalvis Benth.
- Hernandia catalpifolia Britton & Harris
- Hernandia cordigera Vieill.
- Hernandia cubensis Griseb.
- Hernandia didymantha Donn.Sm.
- Hernandia drakeana Nadeaud
- Hernandia guianensis Aubl.
- Hernandia hammelii D'Arcy
- Hernandia jamaicensis Britton & Harris
- Hernandia labyrinthica Tuyama
- Hernandia lychnifera Grayum & N.Zamora
- Hernandia mascarenensis (Meisn.) Kubitzki
- Hernandia moerenhoutiana Guill.
- Hernandia nukuhivensis F.Br.
- Hernandia nymphaeifolia (C.Presl) Kubitzki
- Hernandia obovata O.C.Schmidt
- Hernandia olivacea Gillespie
- Hernandia ovigera L.
- Hernandia rostrata Kubitzki
- Hernandia sonora L.
- Hernandia stenura Standl.
- Hernandia temarii Nadeaud
- Hernandia voyronii Jum.
- Hernandia wendtii Espejo